# فتاة مصنع الكبريت
فتاة مصنع الكبريت هو فيلم من نوع دراما وكوميديا أُصدر في 1990. الفيلم من توزيع Finnkino ‏، وهو من إخراج وسيناريو أكي كاوريسمكي.

## طاقم التمثيل
- Nappi Ikonen  [لغات أخرى]‏
- Marja Packalén  [لغات أخرى]‏
- Reijo Taipale [الإنجليزية]‏
- Richard Reitinger [الإنجليزية]‏
- كاتي أوتينن
- الينا سالو
- Silu Seppälä  [لغات أخرى]‏
- Esko Nikkari [الإنجليزية]‏
- Outi Mäenpää [الإنجليزية]‏
- فيزا فيريكو

## وصلات خارجية
- فتاة مصنع الكبريت على موقع IMDb (الإنجليزية)
- فتاة مصنع الكبريت على موقع نتفليكس (الإنجليزية)
- فتاة مصنع الكبريت على موقع ألو سيني (الفرنسية)
- فتاة مصنع الكبريت على موقع Turner Classic Movies (الإنجليزية)
- فتاة مصنع الكبريت على موقع أول موفي (الإنجليزية)
- فتاة مصنع الكبريت على موقع فيلمافينيتي (الإسبانية)
- فتاة مصنع الكبريت على موقع قاعدة بيانات الأفلام السويدية (السويدية)
- فتاة مصنع الكبريت على موقع قاعدة بيانات الفيلم (الإنجليزية)
- فتاة مصنع الكبريت على موقع ليتربوكسد (الإنجليزية)
- فتاة مصنع الكبريت على موقع كينوبويسك (الروسية)